# Вулович, Родолюб
Родолюб «Роки» Вулович (серб. Родољуб Роки Вуловић / Rodoljub Roki Vulović, род. 1 мая 1955, Биелина) — югославский и сербский певец, автор и исполнитель ряда песен о Югославских войнах, получивших известность за пределами Балкан. Один из наиболее популярных исполнителей в жанре турбо-фолк. 
Работал директором Политехнической и фармацевтической школы в Биелине.

## Биография

### Ранние годы
Родился в ночь с 30 апреля на 1 мая 1955 года в Биелине (историческая область Семберия, ныне Босния и Герцеговина). В интервью 2019 года сказал, что родился в близлежащем селе Попови. Окончил техническую школу имени Михаила Пупина в Биелине по специальности «инженер-технолог», после чего устроился в школу аспирантом, где и стал работать преподавателем. В бытность преподавал до 8 предметов.

### Музыкальная карьера в СФРЮ
Музыкальную карьеру Роки Вулович начал в 1972 году, когда вышла его пластинка «Кристина» с двумя песнями: «Кристина» и «Напустићеш ме ти». Пластинку выпустило белградское предприятие «Jуго-плоче» в серии «Млади талентови»: тогда Вулович победил в музыкальном конкурсе. В 1988 году вышел второй альбом Вуловича «Паша», который появился благодаря совместным усилиям композитора Милутина Захара Поповича и Роки Вуловича. Заглавную песню альбома исполняли Роки и Гордана Лазаревич, супруга Милутина Поповича.
После выхода «Паши» Вулович начал гастролировать с концертами, побывав в ряде европейских стран со значительной сербской диаспорой. До распада Югославии Вулович побывал в США у своего двоюродного брата на военной базе, где, помимо концерта, состоялся торжественный ужин. Во время одного из путешествий в Хорватию в 1990 году Вулович в гостинице услышал разговор двух хорватов из администрации, которые оскорбительно высказывались о сербах, посещающих гостиницу. С этого момента Вулович из принципа не посещает Хорватию и не покупает товары, произведенные там.

### Война
Гражданская война в Югославии началась в 1991 году. Биелина стала первым городом Боснии и Герцеговины, из которого в ходе боев вытеснили войска боснийских мусульман. Собственно, с захвата этих городов сербскими формированиями Желька Ражнатовича (Аркана) и Воислава Шешеля и начались активные военные действия в Боснии. После трёхдневных боёв город заняли добровольцы Сербской добровольческой гвардии и служащие военизированного крыла Сербской демократической партии. В ходе боёв был полностью разрушен центр города, пострадал и родной дом Вуловича на улице Гаврилы Принципа.
Вулович, несмотря на возражения жены, отправился добровольцем в 1-ю Семберскую лёгкую пехотную бригаду, в разведывательное подразделение 2-го батальона. Он участвовал в боях за Маевицу, а свои впечатления отразил в кассетном альбоме «Семберски jунаци» (серб. Семберские герои) с девятью песнями. Часть песен была посвящена его друзьям, сослуживцам по бригаде и командирам всех трёх батальонов бригады Кикору, Зорану и Владо — все трое упомянуты в песне «Jунаци из 1. Семберске бригаде» (серб. Герои из 1-й Семберской бригады). Остальные были посвящены всем иным героям обороны Семберии. Альбом переиздавался на аудио- и видеокассетах (зачастую «пиратским» способом), и абсолютно на все песни были сняты видеоклипы. Распространителем была Армия Республики Сербской, все средства от продажи шли на лечение раненых солдат. Клипы показывались на телевидении Республики Сербской. В дальнейшем все альбомы записывались на студии «Ортаци» в селе Лозница на Маевице.
После успеха первого альбома Роки перешёл в гвардейское подразделение «Пантеры» Армии Республики Сербской, где набирал новобранцев и отвечал за комплектование. В 1993 году вышел второй альбом «„Пантеры“» (серб. «Пантери»), права на который были переданы самому гвардейскому подразделению. В начале 1994 года с Роки связался по телефону полковник Перо Чолич, командир 5-й Козарской лёгкой пехотной бригады, который лично попросил Роки записать альбом о бойцах его подразделения. Роки принял предложение: 5-я Козарская бригада сыграла решающую роль в операции «Коридор» в 1992 году и тем самым прославилась на всю страну. Чолич четырежды побывал в гостях у Вуловича и многое поведал о своих подчинённых, а также об их участии в боях за Сербскую Посавину. Все тексты песен к альбому, получившему название «Jунаци Козарски» (серб. Богатыри Козарские), Роки писал лично при активном участии своей жены. Поскольку Вулович не служил в Козарской бригаде и не участвовал в боях за те места, Чолич лично подсказывал ему имена людей и названия мест.
В 1995 году Роки Вулович выпускает свой пятый альбом «Црни бомбардер» (серб. Чёрный бомбардировщик), который завершил цикл альбомов о войне, а в 1997 году выходит шестой альбом «Због тебе» (серб. Из-за тебя). После этого Роки заканчивает свою музыкальную карьеру и возвращается к преподавательской деятельности, но при этом остаётся до сих пор одним из самых популярных исполнителей на территории бывшей Югославии и иногда участвует в гастролях по миру.

### Наши дни

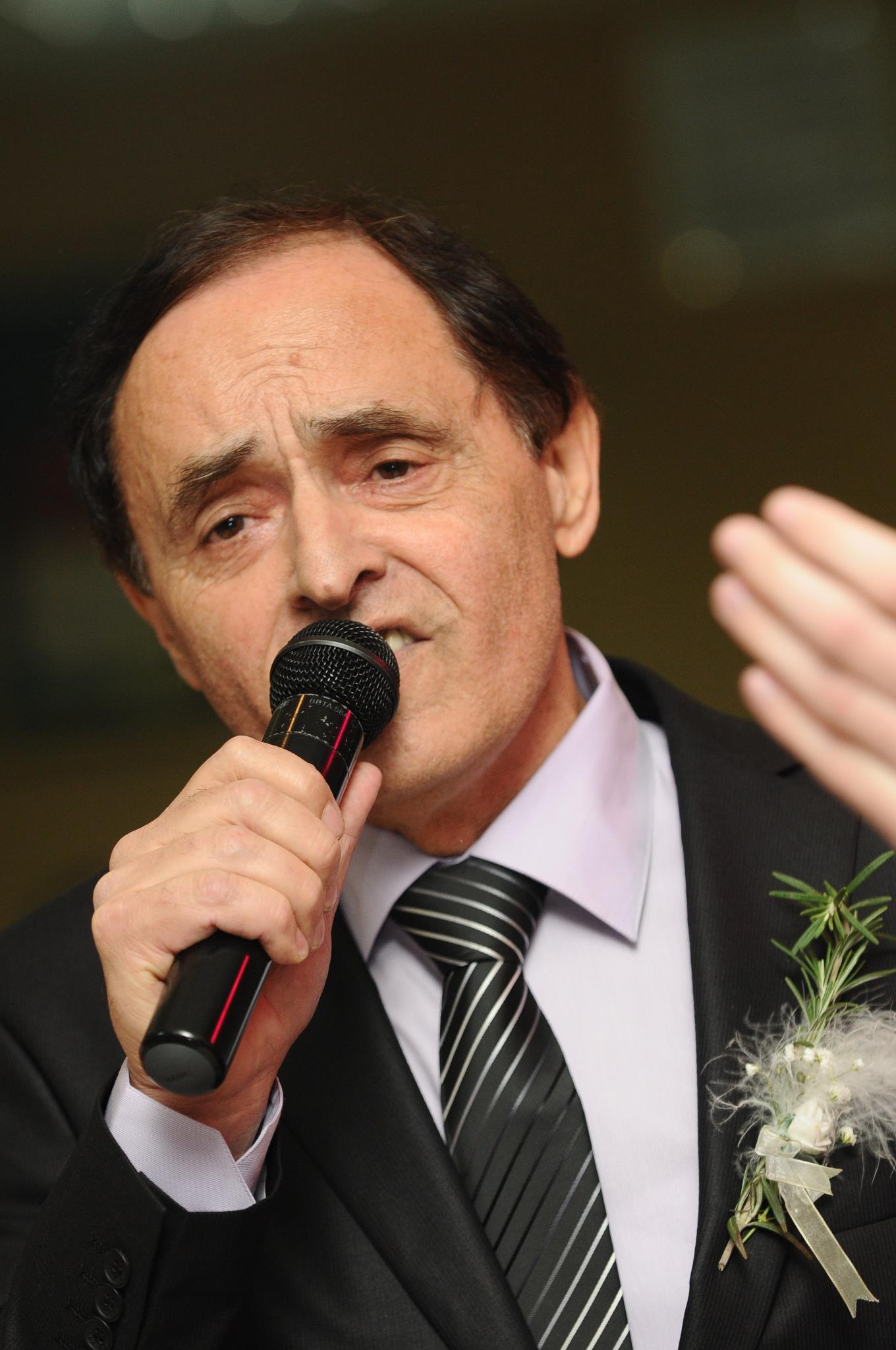
Вулович в 2013 году.

В настоящее время Роки продолжает работать преподавателем. Проработав достаточно долго в технической школе имени Михаила Пупина в Белграде, он затем перебрался в Биелину, где по сей день работает в Политехнической и фармацевтической школе. По совместительству Роки занимает должность руководителя областного центра занятости. За свою жизнь он побывал во многих странах Европы с гастролями: во Франции, Италии, Австрии и Германии. Единственной крупной западноевропейской страной, которую он не посещал, остаётся Испания; также Роки мечтает побывать в России, куда уже совершили поездку его дочь и жена. Также 7 февраля 2018 опубликовал на своём ютуб-канале новую песню «U srcu te čuvam». В 2019 году был опубликован кавер на песню «Bog mi te dao» с Срджаном Боичем и вместе с ним же в 2022 году выпустил новую песню «Volim te do neba».
Один раз Роки попытался дать гастроли в США специально для сербской общины, однако в посольстве США во второй половине 1990-х годов ему настойчиво отказывали в выдаче визы по разным поводам. В конце концов посол США заявил, что Роки якобы исполнял «революционные песни», которые носили антиамериканский и антинатовский характер. Возмущённый Роки в знак протеста ушёл из посольства и с тех пор больше не собирается посещать США.

### Личная жизнь
Отец — участник Второй мировой войны, в 1941 году попал в плен и был отправлен на работу в Германию, откуда вернулся только уже после окончания войны. Есть родные, брат (живёт в деревне Ортаци на Маевице, около местечка Углевик) и сестра (замужем, живёт в Белграде), а также двоюродный брат (в 1970-е годы уехал в США, где продолжил службу в армии). Прадед родом из Черногории.
Жена Елица (филолог по образованию), сын Владо, дочь Миля. Жена стала соавтором текстов множества песен Роки. Вся семья снималась в различных клипах Вуловича: так, она полностью появляется в клипе на песню «Чуjте Срби свиjета» (серб. Услышьте, сербы мира). Сын снимался в клипе на песню «Гаврина бригада», дочь снималась в клипе на песню «Павловића ћуприjа» (серб. Павловичев мост) и сама пела в некоторых песнях (так, её вокал есть в песне «Пантери»).
Роки свободно владеет французским и итальянским языками, а также изъясняется на немецком, которому его учил отец.

## Дискография
- Кристина (1972)[6]
- Паша (1988)
- Семберски jунаци (1992)
- Пантери (1993)
- Jунаци Козарски (1994)
- Црни бомбардер (1995)
- Због тебе (1997)
- Отаџбини на дар (2001)

### Герои песен
Героями песен Роки Вуловича являются не только широко известные сербские герои югославских войн, но и его сослуживцы и командиры. Среди них выделяются:
- командир 2-го батальона, майор Зоран Лопандич (песня Зоране, Зоране)[7]
- командир Йован Мичич Кикор (песня Хеj, Кикоре)
- командир Владо Симич (упомянут в песне Jунаци из 1. Семберске бригаде)
- Мирко, командир роты в отряде Митара Максимовича (песня Брани за сјећање)
- командир 2-й Семберийской бригады майор Гаврилович (песня Гаврина бригада)
- капитан Любиша «Маузер» Савич (песня Пантери (Маузер))
- несколько бойцов 5-й Козарской лёгкой пехотной бригады, в том числе и Велько Миланкович (песня Балада о хероjима)
- полковник Перо Чолич (песня Пуковниче Чолићу)
- генерал Ратко Младич (песня Генерале, генерале)
- командир  1-й Семберийской легкой пехотной бригады Лопандич Зоран (песня Зоране, Зоране)

### Манера съёмки клипов
Особенность съёмки клипов такова, что Роки во многих случаях сам снимал весь видеоряд. Лично он снимал панорамы Семберии и Козары на самолёте UTVA 75, который числился в бригаде «Пантеры». В клипах очень часто появляются разрушенные после военных действий и оставленные солдатами и мирными жителями деревни: тем самым Вулович показывал плачевные последствия войны. Так, в клипе «Кућни праг» (серб. Порог дома) были показаны развалины сгоревшего дома, по которым ходил котёнок и жалобно мяукал.